# Egon Eiermann

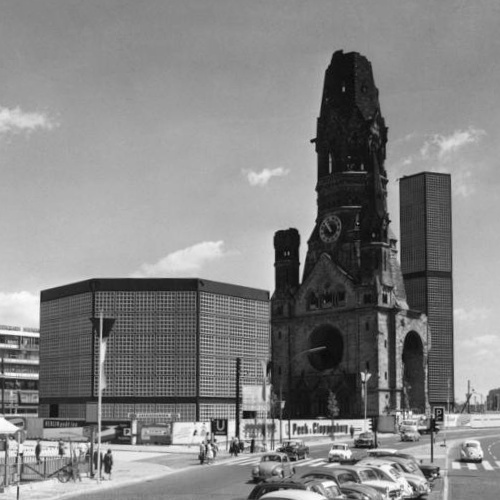
Kaiser-Wilhelm-Gedächtniskirche

Egon Eiermann (Neuendorf bei Potsdam, 29 settembre 1904 – Baden-Baden, 20 luglio 1970) è stato un architetto tedesco.

## Vita
Eiermann nasce nel 1904 a Neuendorf, dall'unione di Wilhelm Eiermann, macchinista ferroviario, ed Emma Gellhorn. Dopo alcune esperienze di lavoro nei cantieri, studia architettura dal 1923 al 1927 presso il Politecnico di Charlottenburg; tra i suoi maestri, Hans Poelzig. Nel 1925 ha l'opportunità di disegnare i set del film Der rosa Diamant, per la UFA (Universum Film AG).
Tra 1928 e 1930 ottiene incarichi come architetto ad Amburgo e Berlino; nello stesso periodo visita Parigi e Londra.
Nel 1931 entra nel BDA (l'Associazione degli architetti tedeschi) e apre uno studio a Berlino insieme a Fritz Jaenecke, che avrebbe collaborato con lui per cinque anni; in seguito sarà titolare unico dello studio fino al 1945. Nel 1936 visita gli Stati Uniti per la prima volta.
Nel 1940 si sposa con Charlotte Friedman, da cui ha un figlio, Andreas, nato nel 1942; la coppia divorzierà nel 1952. Nello stesso periodo Eiermann disegna la scenografia per l'opera teatrale Alexander, di Berlino.
Nel 1943, per sfuggire ai bombardamenti di Berlino, Eiermann trasferisce i suoi uffici a Beelitz, dove però saranno distrutti nel 1945. A quel punto si trasferisce a Buchen, la città d'origine del padre, dove apre un nuovo studio.
Nel 1946 comincia la lunga collaborazione con l'architetto Robert Hilgers, che si prolungherà fino al 1965. Dal 1947 insegna architettura presso l'Istituto di Tecnologia di Karlsruhe; sempre nel 1947 collabora alla rivista "Baukunst und Werkform" di Alfons Leitl. Nel 1950 compie un nuovo viaggio negli Stati Uniti, incontrando a Boston Walter Gropius, Marcel Breuer e Konrad Wachsmann.
Nel 1954 cura la sezione tedesca della decima triennale di Milano; nello stesso anno si risposa con Brigitte Feyerabendt. Nel 1955 entra nell'Accademia di Berlino.
Nel 1956, durante un terzo viaggio negli Stati Uniti, incontra Ludwig Mies van der Rohe.
È del 1961 la sua opera universalmente più nota: la nuova Chiesa commemorativa dell'Imperatore Guglielmo, a Berlino, costruita intorno alle rovine della chiesa distrutta dai bombardamenti dopo le critiche dei berlinesi del settore occidentale a un primo progetto di Eiermann che ne prevedeva la distruzione.
Nel 1962 vince il Premio d'Architettura di Berlino e viene incaricato con Paul Baumgarten e Sep Ruf di progettare gli edifici del nuovo parlamento della Germania Federale a Bonn.
Un importante riconoscimento internazionale arriva nel 1963, quando Eiermann è nominato membro onorario del Royal Institute of British Architects (RIBA).
Nel 1968 riceve la Croce al Merito della Germania Federale; nel 1969 e nel 1974 una sua opera (lo stabilimento manifatturiero Blumberg) ottiene il Premio Hugo Häring.

## Edifici importanti
- 1929–30: Centrale di conversione dell'energia elettrica di Berlino (BEWAG)
- 1938: Fabbrica e locale caldaie Degea AG
- 1949–51: Fabbrica tessile e locale caldaie, Blumberg, Foresta Nera
- 1951: Magazzini Merkur, Heilbronn
- 1956–58: Padiglione tedesco all'Esposizione Mondiale di Bruxelles, con Sep Ruf
- 1957–63: Chiesa commemorativa dell'Imperatore Guglielmo, Berlino
- 1958–60: Palazzo del Conte Hardenberg, Baden-Baden
- 1958–61: Uffici postali per Josef Neckermann KG, Francoforte sul Meno
- 1958–64: Uffici dell'ambasciata tedesca, Washington (USA)
- 1968–72: Centro direzionale IBM Germania, Stoccarda
- 1968–72: Edificio per uffici Olivetti Germania, Francoforte sul Meno